# Ó da casa, cavalheira
"Ó da casa, cavalheira" é uma cantiga de Reis tradicional portuguesa originária da freguesia de Nespereira do concelho de Cinfães. Foi coligida por Vergílio Pereira para o seu "Cancioneiro de Cinfães", publicado em 1950 e utilizada pelo compositor português Fernando Lopes-Graça como andamento da sua Primeira Cantata do Natal, terminada no mesmo ano.

## Letra

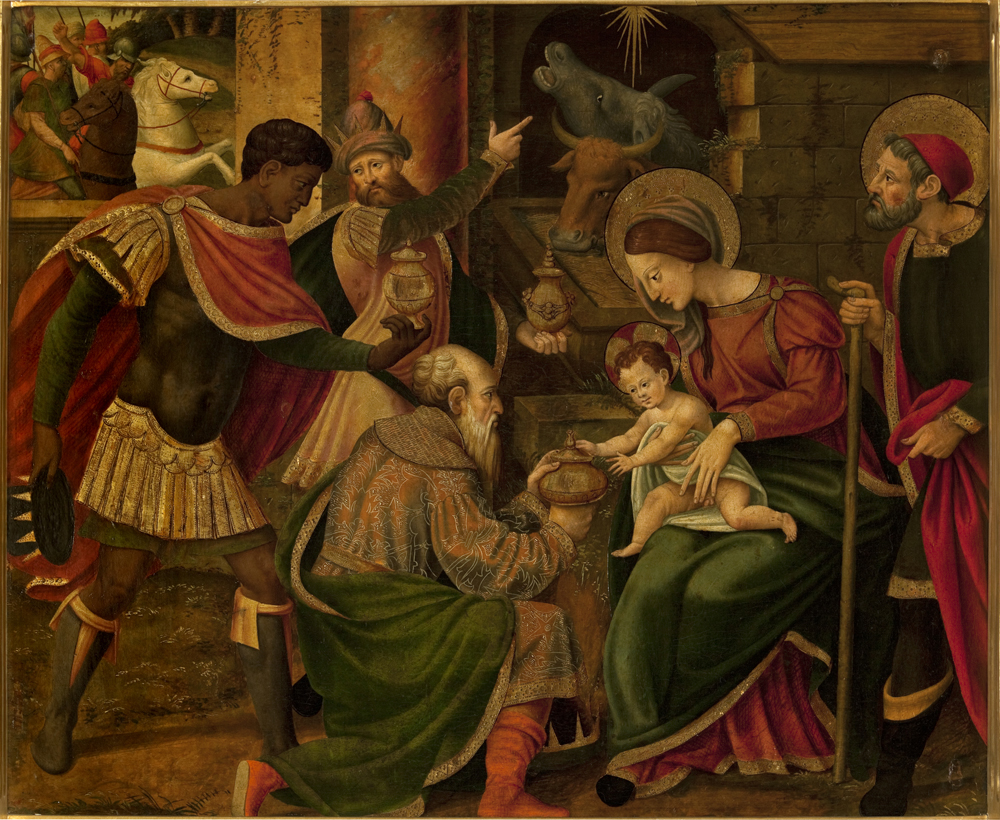
Adoração dos Magos (1530) por Pero Nunes no Santuari del Miracle, Riner.

A letra da cantiga é bastante típica do cantar dos Reis. Aproveitando a ocasião da festa do dia de Reis, duas "meninas donzelas" pedem os Reis. O incipit é uma variante da disseminada quadra "Ó da casa, nobre gente".

Ó da casa, cavalheira,

Escutareis e ouvireis,

Duas meninas donzelas

Que vos vêm pedir os Reis.

Estes Reis são aliados

A uma estrela da guia;

A estrelinha se escondeu

Aos pés da Virgem Maria.

Eu bem vi estar a Senhora

Na varanda, em Belém,

Com seu Menino nos braços

Ele lhe parecia bem.

Ela Lhe estava dizendo:

«Filho meu, que te farei?

Não tenho cama nem berço,

Nos braços te criarei.»

Minha mãe, olha para o céu

Lá verá estar uma cruz,

Com cama e travesseiro

Para o Menino Jesus.

## Discografia
- 1956 — Cantos Tradicionais Portugueses da Natividade. Coro de Câmara da Academia de Amadores de Música. Radertz. Faixa 17.
- 197? — Rei Pequenino. Corina & Arlindo de Carvalho. Editora Rapsódia. Faixa B1.
- 1978 — Primeira Cantata do Natal. Grupo de Música Vocal Contemporânea. A Voz do Dono / Valentim de Carvalho. Faixa 17.
- 1994 — Lopes Graça. Grupo de Música Vocal Contemporânea. EMI / Valentim de Carvalho. Faixa 17.
- 2000 — 1ª Cantata do Natal Sobre Cantos Tradicionais Portugueses de Natividade. Coral Públia Hortênsia. Edição de autor. Faixa 17.
- 2012 — Fernando Lopes-Graça  - Obra Coral a capella - Volume II. Lisboa Cantat. Numérica. Faixa 20.
- 2013 — Fernando Lopes-Graça  - Primeira Cantata de Natal. Coro da Academia de Música de Viana do Castelo. Numérica. Faixa 17.[2]